# Шосан
Шосан (фр. Chaussan) насеље је и општина у источној Француској у региону Рона-Алпи, у департману Рона која припада префектури Лион.
По подацима из 2011. године у општини је живело 966 становника, а густина насељености је износила 122,43 становника/km². Општина се простире на површини од 7,89 km². Налази се на средњој надморској висини од 540 метара (максималној 753 m, а минималној 378 m).

## Демографија
| 1962. | 1968. | 1975. | 1982. | 1990. | 1999. | 2011. |
| ----- | ----- | ----- | ----- | ----- | ----- | ----- |
| 382   | 389   | 417   | 545   | 625   | 933   | 966   |

График промене броја становника у току последњих година